# Championnats de Belgique d'athlétisme 2019

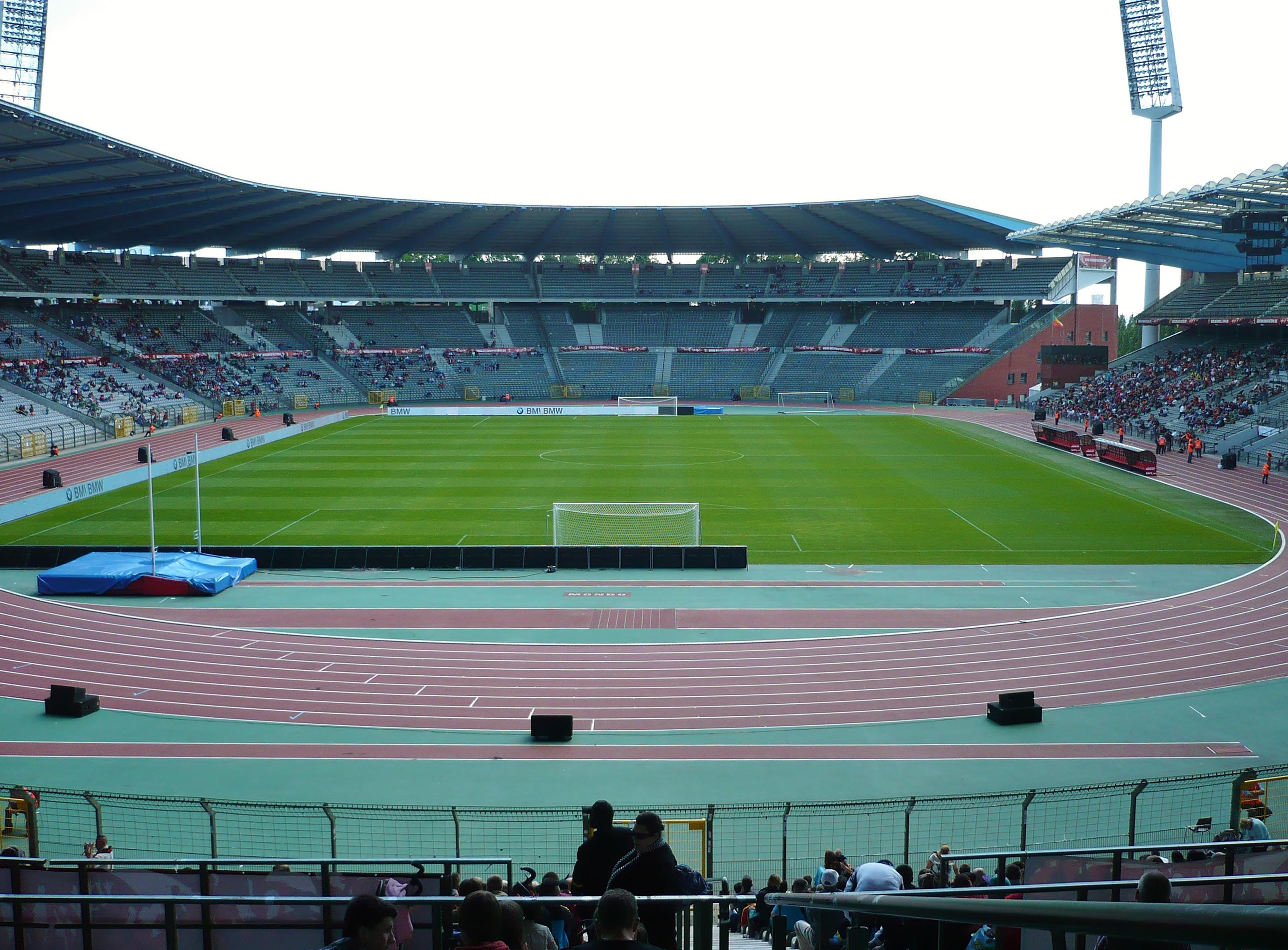
Stade Roi Baudouin utilisé pour l'événement

Les Championnats de Belgique d'athlétisme 2019 toutes catégories se sont tenus les 31 juillet et 1er août au stade Roi Baudouin à Bruxelles.

## Résultats courses

### 100 m
| rang               | athlète              | temps   |
| ------------------ | -------------------- | ------- |
| Médaille d'or      | Kobe Vleminckx       | 10 s 61 |
| Médaille d'argent  | Gaylord Kuba Di Vita | 10 s 62 |
| Médaille de bronze | Charles Niesen       | 10 s 73 |

| rang               | athlète        | temps   |
| ------------------ | -------------- | ------- |
| Médaille d'or      | Manon Depuydt  | 11 s 61 |
| Médaille d'argent  | Rani Rosius    | 11 s 67 |
| Médaille de bronze | Laures Bauwens | 11 s 96 |

### 200 m
| rang               | athlète              | temps   |
| ------------------ | -------------------- | ------- |
| Médaille d'or      | Robin Vanderbemden   | 20 s 87 |
| Médaille d'argent  | Jonathan Borlée      | 21 s 02 |
| Médaille de bronze | Simon Verherstraeten | 21 s 63 |

| rang               | athlète       | temps   |
| ------------------ | ------------- | ------- |
| Médaille d'or      | Imke Vervaet  | 23 s 25 |
| Médaille d'argent  | Manon Depuydt | 23 s 26 |
| Médaille de bronze | Rani Rosius   | 24 s 17 |

### 400 m
| rang               | athlète         | temps   |
| ------------------ | --------------- | ------- |
| Médaille d'or      | Jonathan Sacoor | 45 s 31 |
| Médaille d'argent  | Kevin Borlée    | 45 s 61 |
| Médaille de bronze | Dylan Borlée    | 45 s 73 |

| rang               | athlète      | temps   |
| ------------------ | ------------ | ------- |
| Médaille d'or      | Camille Laus | 52 s 27 |
| Médaille d'argent  | Elise Lasser | 54 s 17 |
| Médaille de bronze | Kiné Gaye    | 54 s 28 |

### 800 m
| rang               | athlète           | temps         |
| ------------------ | ----------------- | ------------- |
| Médaille d'or      | Eliott Crestan    | 1 min 48 s 43 |
| Médaille d'argent  | Aaron Botterman   | 1 min 49 s 00 |
| Médaille de bronze | Aurèle Vandeputte | 1 min 49 s 20 |

| rang               | athlète      | temps        |
| ------------------ | ------------ | ------------ |
| Médaille d'or      | Renée Eykens | 2 min 2 s 47 |
| Médaille d'argent  | Camille Muls | 2 min 6 s 37 |
| Médaille de bronze | Louise Hayez | 2 min 8 s 93 |

### 1 500 m
| rang               | athlète          | temps         |
| ------------------ | ---------------- | ------------- |
| Médaille d'or      | Pieter Claus     | 3 min 51 s 29 |
| Médaille d'argent  | Tim Van De Velde | 3 min 51 s 65 |
| Médaille de bronze | Ruben Verheyden  | 3 min 51 s 74 |

| rang               | athlète             | temps         |
| ------------------ | ------------------- | ------------- |
| Médaille d'or      | Jenna Wyns          | 4 min 21 s 22 |
| Médaille d'argent  | Lindsey De Grande   | 4 min 22 s 00 |
| Médaille de bronze | Zenobie Vangansbeke | 4 min 24 s 71 |

### 5 000 m
| rang               | athlète         | temps          |
| ------------------ | --------------- | -------------- |
| Médaille d'or      | Michael Somers  | 14 min 15 s 34 |
| Médaille d'argent  | Ward D'hoore    | 14 min 15 s 90 |
| Médaille de bronze | Steven Casteele | 14 min 25 s 05 |

| rang               | athlète          | temps          |
| ------------------ | ---------------- | -------------- |
| Médaille d'or      | Lisa Rooms       | 16 min 31 s 35 |
| Médaille d'argent  | Hanne Verbruggen | 16 min 33 s 98 |
| Médaille de bronze | Eline Dalemans   | 17 min 10 s 53 |

### 10 000 m
Le championnat de 10 000 m se déroule à Audenaerde le 4 mai 2019.
| rang               | athlète          | temps          |
| ------------------ | ---------------- | -------------- |
| Médaille d'or      | Régis Thonon     | 29 min 46 s 15 |
| Médaille d'argent  | Mathijs Casteele | 29 min 48 s 41 |
| Médaille de bronze | Steven Casteele  | 30 min 4 s 50  |

| rang               | athlète           | temps          |
| ------------------ | ----------------- | -------------- |
| Médaille d'or      | Nina Lauwaert     | 33 min 49 s 47 |
| Médaille d'argent  | Karen Van Proeyen | 35 min 6 s 55  |
| Médaille de bronze | Ameli Saussez     | 36 min 12 s 80 |

## Résultats obstacles

### 110 m haies/100 m haies
| rang               | athlète               | temps   |
| ------------------ | --------------------- | ------- |
| Médaille d'or      | Michael Obasuyi       | 13 s 57 |
| Médaille d'argent  | Denis Hanjoul         | 14 s 10 |
| Médaille de bronze | Nolan Vancauwemberghe | 14 s 57 |

| rang               | athlète          | temps   |
| ------------------ | ---------------- | ------- |
| Médaille d'or      | Anne Zagré       | 13 s 10 |
| Médaille d'argent  | Nafissatou Thiam | 13 s 36 |
| Médaille de bronze | Eline Berings    | 13 s 38 |

### 400 m haies
| rang               | athlète       | temps   |
| ------------------ | ------------- | ------- |
| Médaille d'or      | Julien Watrin | 49 s 92 |
| Médaille d'argent  | Dylan Owusu   | 50 s 93 |
| Médaille de bronze | Tuur Bras     | 51 s 57 |

| rang               | athlète          | temps   |
| ------------------ | ---------------- | ------- |
| Médaille d'or      | Hanne Claes      | 55 s 36 |
| Médaille d'argent  | Paulien Couckuyt | 55 s 46 |
| Médaille de bronze | Nenah De Coninck | 58 s 73 |

### 3 000 m steeple
Le championnat de 3 000 m steeple féminin s'est déroulé à Naimette-Xhovémont le 5 mai 2018.
| rang               | athlète             | temps         |
| ------------------ | ------------------- | ------------- |
| Médaille d'or      | Mathijs Casteele    | 9 min 15 s 28 |
| Médaille d'argent  | Marco Vanderpoorten | 9 min 27 s 97 |
| Médaille de bronze | Jill De Brauwer     | 9 min 30 s 10 |

| rang               | athlète              | temps          |
| ------------------ | -------------------- | -------------- |
| Médaille d'or      | Eline Dalemans       | 10 min 22 s 94 |
| Médaille d'argent  | Antse Meylaers       | 11 min 9 s 41  |
| Médaille de bronze | Jolien Van Hoorebeke | 11 min 11 s 38 |

## Résultats sauts

### Saut en longueur
| rang               | athlète             | marque |
| ------------------ | ------------------- | ------ |
| Médaille d'or      | Mathias Broothaerts | 7,64 m |
| Médaille d'argent  | Corentin Campener   | 7,55 m |
| Médaille de bronze | François Grailet    | 7,34 m |

| rang               | athlète          | marque |
| ------------------ | ---------------- | ------ |
| Médaille d'or      | Hanne Maudens    | 6,60 m |
| Médaille d'argent  | Maite Beernaert  | 5,93 m |
| Médaille de bronze | Sietske Lenchant | 5,75 m |

### Triple saut
| rang               | athlète              | marque  |
| ------------------ | -------------------- | ------- |
| Médaille d'or      | Björn De Decker      | 14,61 m |
| Médaille d'argent  | Desire Kingunza      | 14,35 m |
| Médaille de bronze | Matthias De Leenheer | 14,04 m |

| rang               | athlète          | marque  |
| ------------------ | ---------------- | ------- |
| Médaille d'or      | Elsa Loureiro    | 12,83 m |
| Médaille d'argent  | Sietske Lenchant | 12,57 m |
| Médaille de bronze | Ine Mylle        | 12,28 m |

### Saut en hauteur
| rang               | athlète       | marque |
| ------------------ | ------------- | ------ |
| Médaille d'or      | Thomas Carmoy | 2,20 m |
| Médaille d'argent  | Bram Ghuys    | 2,11 m |
| Médaille de bronze | Jef Vermeiren | 2,11 m |

| rang               | athlète            | marque |
| ------------------ | ------------------ | ------ |
| Médaille d'or      | Claire Orcel       | 1,86 m |
| Médaille d'argent  | Zita Goossens      | 1,74 m |
| Médaille de bronze | Osaratin Kefayetou | 1,71 m |

### Saut à la perche
| rang               | athlète      | marque |
| ------------------ | ------------ | ------ |
| Médaille d'or      | Ben Broeders | 5,51 m |
| Médaille d'argent  | Arnaud Art   | 5,01 m |
| Médaille de bronze | Diego Secci  | 4,91 m |

| rang               | athlète         | marque |
| ------------------ | --------------- | ------ |
| Médaille d'or      | Fanny Smets     | 4,21 m |
| Médaille d'argent  | Aurélie De Ryck | 4,21 m |
| Médaille de bronze | Melanie Vissers | 3,91 m |

## Résultats lancers

### Lancer du poids
| rang               | athlète             | marque  |
| ------------------ | ------------------- | ------- |
| Médaille d'or      | Matthias Quintelier | 17,31 m |
| Médaille d'argent  | Max Vlassak         | 17,26 m |
| Médaille de bronze | Stijn Spilliaert    | 16,97 m |

| rang               | athlète       | marque  |
| ------------------ | ------------- | ------- |
| Médaille d'or      | Elena Defrère | 13,97 m |
| Médaille d'argent  | Yoika De Pauw | 13,94 m |
| Médaille de bronze | Elise Helsen  | 13,49 m |

### Lancer du disque
| rang               | athlète          | marque  |
| ------------------ | ---------------- | ------- |
| Médaille d'or      | Philip Milanov   | 60,33 m |
| Médaille d'argent  | Edwin Nys        | 52,99 m |
| Médaille de bronze | Stijn Spilliaert | 52,95 m |

| rang               | athlète            | marque  |
| ------------------ | ------------------ | ------- |
| Médaille d'or      | Anouska Hellebuyck | 50,69 m |
| Médaille d'argent  | Katelijne Lyssens  | 46,36 m |
| Médaille de bronze | Elena Defrère      | 44,25 m |

### Lancer du javelot
| rang               | athlète          | marque  |
| ------------------ | ---------------- | ------- |
| Médaille d'or      | Timothy Herman   | 78,37 m |
| Médaille d'argent  | Cedric Sorgeloos | 71,31 m |
| Médaille de bronze | Niel Mory        | 66,06 m |

| rang               | athlète       | marque  |
| ------------------ | ------------- | ------- |
| Médaille d'or      | Sarah Vermeir | 48,64 m |
| Médaille d'argent  | Yoika De Pauw | 43,79 m |
| Médaille de bronze | Ann Telemans  | 43,79 m |

### Lancer du marteau
| rang               | athlète            | marque  |
| ------------------ | ------------------ | ------- |
| Médaille d'or      | Remi Malengreaux   | 61,01 m |
| Médaille d'argent  | Stef Vanbroekhoven | 60,52 m |
| Médaille de bronze | Claudio Salvaggio  | 57,03 m |

| rang               | athlète               | marque  |
| ------------------ | --------------------- | ------- |
| Médaille d'or      | Vanessa Sterckendries | 64,77 m |
| Médaille d'argent  | Ilke Lagrou           | 54,40 m |
| Médaille de bronze | Evi Vercruysse        | 49,78 m |

## Sources
- Ligue belge francophone d'athlétisme
- Ligue belge flamande d'athlétisme
- Résultats